# 노퍽 타스
노퍽 타스는 1906년부터 1955년까지 간헐적으로 존재했던 마이너 리그 베이스볼 팀으로, 미국 버지니아주 노퍽을 연고지로 두었다. 1906년부터 1918년까지, 1921년부터 1928년까지 버지니아 리그에 참가했으며, 1931년부터 1932년까지는 이스턴 리그에, 1934년부터 1955년까지는 피드몬트 리그에 참여했다. 피드몬트 리그 시절에는 뉴욕 양키스 산하에 있었다. 1940년까지 베인 필드를, 1940년부터 1955년까지 마이어스 필드를 홈구장으로 사용했다. 1955년 7월 13일에 851명의 관중 앞에서 선버리 레드레그스를 상대로 11–3 승리를 거둔 이후 해체되었다. 1952년의 선수단은 역대 가장 위대한 마이너 리그 팀 100에도 선정되었다.